# 걸작

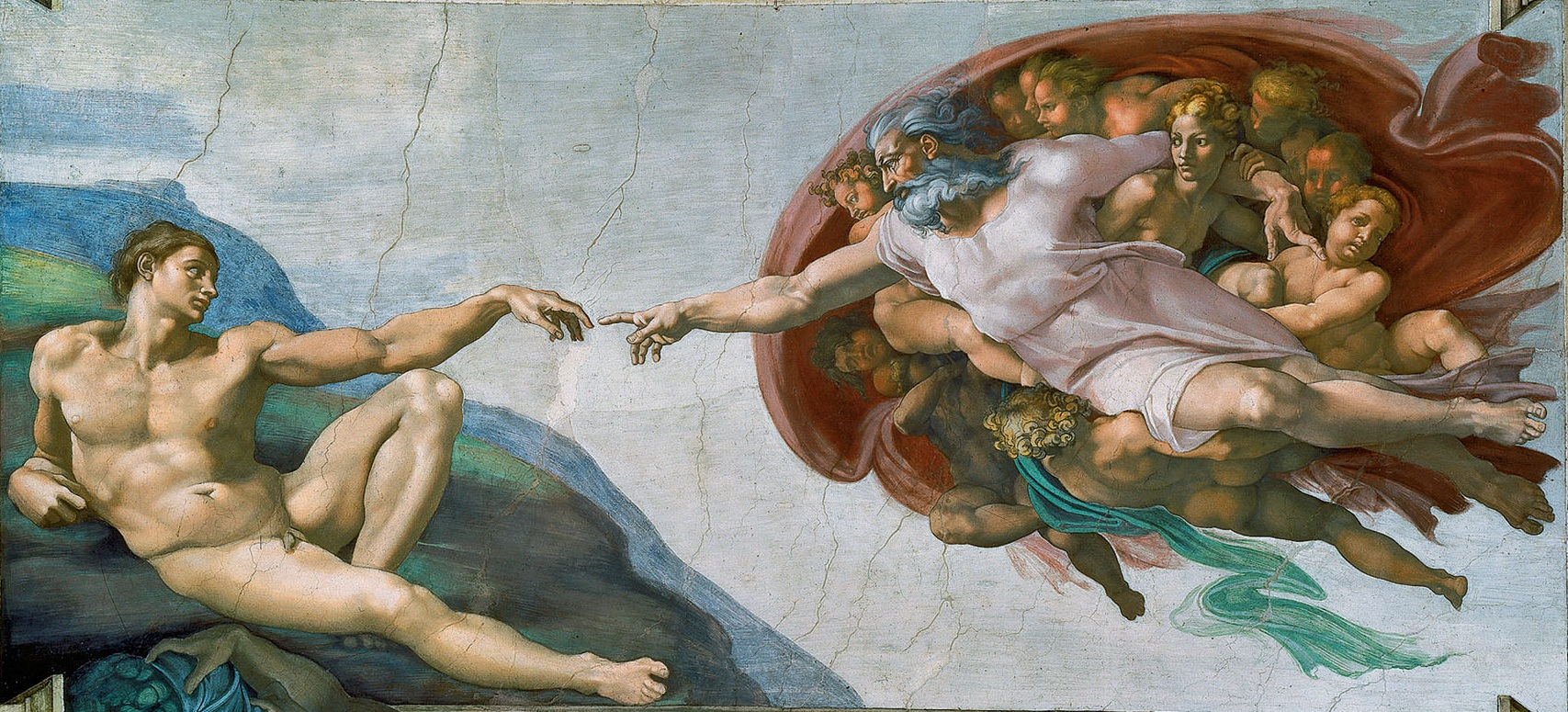
시스티나 성당 천장의 일부인 미켈란젤로의 "천지창조" (1512년경)는 이 그림의 전형적인 걸작으로 여겨진다.

그림에서 레오나르도 다빈치의 "모나리자"(1503~06년경)는 길드나 아카데미에 입장하기 위해 제작되지는 않았지만 전형적인 걸작으로 간주된다.

걸작(傑作) 또는 명작(名作), 명화(名花), 대작(大作)은 예술과 문화 분야에서 최고의 작품을 의미한다. 많은 비평을 받은 창작물, 특히 개인의 경력 중 가장 위대한 작품으로 간주되거나 뛰어난 창의성, 기술, 심오함 또는 솜씨의 작품으로 간주되는 창작물이다.
역사적으로 "걸작"은 시각 예술 및 공예의 다양한 분야에서 길드 또는 아카데미 회원 자격을 얻기 위해 제작된 매우 높은 수준의 작품이었다.

## 같이 보기
- 인류 구전 및 무형유산 걸작